# Книги крові (фільм)
Книги крові (англ. Books of Blood) — американська горрор-антологія 2020 року режисера Браннона Браги. Прем'єра фільму відбулася на фестивалі фільмів жахів Screamfest 6 жовтня 2020 року, а наступного дня фільм вийшов на Hulu.

## Сюжет
Фільм розповідає три історії, дві з яких є вільними адаптаціями з однойменної антології жахів.

## Акторський склад
| Актор            | Роль           |
| ---------------- | -------------- |
| Брітт Робертсон  | Дженна Бренсон |
| Анна Фріл        | Мері Флорескі  |
| Рафі Гаврон      | Саймон МакНіл  |
| Юл Васкес        | Беннетт        |
| Фреда Фо Шен     | Еллі           |
| Ніколас Кемпбелл | Сем Остін      |
| Пейдж Турко      | Ніколь         |